# Lawrence Welk Presents Pete Fountain
| Recensione | Giudizio |
| ---------- | -------- |
| AllMusic   |          |

Lawrence Welk Presents Pete Fountain è l'album di debutto come solista del clarinettista jazz (di stile Dixieland) statunitense Pete Fountain, pubblicato dall'etichetta discografica Coral Records nel maggio del 1958.

## Tracce

### LP
Lato A
1. When My Baby Smiles at Me – 2:04 (testo: Andrew B. Sterling, Ted Lewis – musica: Bill Munro (accreditato come Bill Mauro), Harry Von Tilzer)
2. Summertime – 2:32 (testo: DuBose Heyward – musica: George Gershwin)
3. If I Had You – 2:25 (Ted Shapiro, Jimmy Campbell, Reg Connelly)
4. La Vie en rose – 2:30 (testo: Édith Piaf – musica: Louiguy)
5. On the Alamo – 2:28 (testo: Gus Kahn – musica: Isham Jones)
6. Tiger Rag – 1:55 (Original Dixieland Jass Band)

Lato B
1. I Want a Girl (Just Like the Girl That Married Dear Old Dad) – 2:10 (testo: William Dillon – musica: Harry Von Tilzer)
2. Dancing in the Dark – 2:30 (testo: Howard Dietz – musica: Arthur Schwartz)
3. My Blue Heaven – 2:35 (testo: George A. Whiting – musica: Walter Donaldson)
4. That Old Feeling – 2:21 (testo: Lew Brown – musica: Sammy Fain)
5. I'm Looking Over a Four Lraf Clover – 2:05 (testo: Mort Dixon – musica: Harry Wood)
6. Hindustan – 2:09 (testo: Oliver Wallace – musica: Harold Weeks)

## Musicisti
- Pete Fountain – clarinetto
- Lawrence Welk – conduttore orchestra
- Ore Amadeo – sassofono
- Dick Dale – sassofono
- Jack Dumont – sassofono
- Russ Klein – sassofono
- Bill Page – sassofono
- Norman Bailey – tromba
- Tiny Little – tromba
- Charles Parlato – tromba
- Rocky Rockwell – tromba
- George Thow – tromba
- Clarence Willard – tromba
- Bob Havens – trombone
- Barney Lidell – trombone
- Pete Lofthouse – trombone
- Kenny Trimble – trombone
- Buddy Merrill – chitarra
- Buddy Hayes – contrabbasso
- Jon Klein – batteria [3][4]

Note aggiuntive
- Dick Martin – note retrocopertina album originale[5]